# Атлетика на Летњим олимпијским играма 2012 — бацање кугле за жене
Такмичење у бацању кугле за жене, представљало је једну од 47 дисциплина атлетског програма на Летњим олимпијским играма 2012. у Лондону, Уједињено Краљевство. Такмичење је одржано 6. августа на Олимпијском стадиону.

## Учесници
Учествовале су 32 такмичарке, из 21 земље. Од тога 24 бацачица из 13 земаља пребацило је А квалификациону норму од 18,30 метара, а Б норму лоја је износила 17,20 метара 8 бацачица из исто толико земаља.
| #  | Бр. | Земља                     | Такмичари                                                      |
| -- | --- | ------------------------- | -------------------------------------------------------------- |
| 1  | 3   | Белорусија                | Надзеја Астапчук Наталија Михневич Јанина Каролчик-Правалинска |
| 2  | 3   | Кина                      | Гунг Лиђао Ли Линг Љу Сјангжунг                                |
| 3  | 3   | Немачка                   | Надин Клајнерт Христина Шваниц Јозефин Терлецки                |
| 4  | 3   | Русија                    | Јевгенија Колодко Ана Авдејева Ирина Тарасова                  |
| 5  | 3   | Сједињене Америчке Државе | Џилијан Камарена-Вилијамс Мишел Картер Tia Brooks              |
| 6  | 2   | Куба                      | Маилин Варгас Мислејдис Гонзалез                               |
| 7  | 1   | Бразил                    | Жеиса Арканж                                                   |
| 8  | 1   | Канада                    | Жили Лабонте                                                   |
| 9  | 1   | Чиле                      | Наталија Дуко                                                  |
| 10 | 1   | Мађарска                  | Анита Мартон                                                   |
| 11 | 1   | Италија                   | Кјара Роза                                                     |
| 12 | 1   | Нови Зеланд               | Валери Адамс                                                   |
| 13 | 1   | Тринидад и Тобаго         | Клеопатра Борел                                                |

| #  | Бр. | Земља          | Такмичари             |
| -- | --- | -------------- | --------------------- |
| 14 | 1   | Бугарска       | Радослава Мавродијева |
| 15 | 1   | Колумбија      | Сандра Лемос          |
| 16 | 1   | Иран           | Лејла Раџаби          |
| 17 | 1   | Казахстан      | Александра Фишер      |
| 18 | 1   | Шпанија        | Úrsula Ruiz           |
| 19 | 1   | Кинески Тајпеј | Chia-Ying Lin         |
| 20 | 1   | Узбекистан     | Elena Smolyanova      |
| 21 | 1   | Тонга          | Ана Пухила            |

## Систем такмичења
Такмичње у овој дисциплини се одржава у два нивоа. Први ниво су квалификације у којима учествују све такмичарке подељене у две квалификационе групе. Свака такмичарка ће са три бацања покушати да постигне квалификациону норму. Такмичарке које пребаце задату норму аутоматски се квалификују за финале. Ако је мање од 12 такмичарки пребацило норму онда ће се та разлика попунити са онима које су постигле резултате најближе квалификационој норми. У финалу све такмичарке бацају по три пута. Осам прволасираних настављају са још по три бацања за медаље. Квалификације и финале се одржавају истог дана.

## Кратак преглед такмичења
Бранилац титуле са претходних Игара 2008. Валери Адамс, била је најбоља после првог бацања, али је Надзеја Астапчук трећепласирана 2008, преузела вођство у другом бацању и ту је и остала до краја такмичења. До поседњег бацања Гонг Лиђао је била трећа, али је у последњем бацању претекла Јевгенија Колодко. Другопласирана из 2008. Наталија Микневич, је учествовала у финалу, али је била последља.

## Допинг и дисквалификација
Дана 13. августа 2012. год. МОК је објавио да је првобитна победница Надзеја Астапчук дисквалификована јер је била позитивна на стероид метенолон. Медаља јој је одузета и додељена другопласираној Валери Адамс из Новог Зеланда, друга је Јевгенија Колодко из Русије, а трећа Гунг Лиђао из Кине. После четири године 20. августа 2016. МОК је објавио да је руска сребрна медаља Јевгенија Колодко пала на допинг тесту па јој је одузета  медаља.[ После ове одлуке сребрну и бронзану медаљу освојиле су кинеске такмичарке.

## Рекорди пре почетка такмичења
(3. август 2012)
| Светски рекорд          | 22,63 | Наталија Лисовска | Русија          | Москва, СССР      | 7. јун 1987.  |
| Олимпијски рекорд       | 22,41 | Илона Слупијанек  | Источна Немачка | Москва, СССР      | 24. јул 1980. |
| Најбољи резултат сезоне | 21,58 | Надзеја Астапчук  | Белорусија      | Минск, Белорусија | 18. јул 2012. |

### Најбољи резултати бацачица кугле у 2012. години
Десет најбољих бацачица кугле 2012. године пре такмичења (6. августа 2012), имале су следећи пласман.
| 1.  | Надзеја Астапчук Белорусија                | 21,58 | 8. јул  |
| 2.  | Валери Адамс Нови Зеланд                   | 21,11 | 17. јун |
| 3.  | Јевгенија Колодко Русија                   | 20,22 | 27. мај |
| 4.  | Ли Линг Кина                               | 19,95 | 25. јул |
| 5.  | Џилијан Камарена-Вилијамс Сједињене Државе | 19,82 | 19. мај |
| 6.  | Наталија Михневич Белорусија               | 19,77 | 5. јул  |
| 7.  | Олесија Свиридова Русија                   | 19,72 | 27. мај |
| 8   | Надин Клајнерт Немачка                     | 19,67 | 11. мај |
| 9.  | Ана Авдејева Русија                        | 19,54 | 17. јун |
| 10. | Ирина Тарасова Русија                      | 19,35 | 27. мај |

Такмичарке чија су имена подебљана учествују на ЛОИ.

## Сатница
| Сатум                     | Време       | Ниво                 |
| ------------------------- | ----------- | -------------------- |
| Понедељак, 6. август 2012 | 10:45 19:15 | Квалификације Финале |

## Победнице
|                            |                            |                   |
| Валери Адамс · Нови Зеланд | Јевгенија Колодко · Русија | Гунг Лиђао · Кина |

## Резултати

### Квалификације
Квалификациона норнма за улазак у финале износила је 18,90 метара. Норму је пребацило шест такмичарки (КВ), а шест се пласирало према постигнутом резултату.(кв)
| Место | Група | Атлетичарка                 | Земља                     | ЛР    | РС    |  | #1    | #2    | #3    | Резул.       | Бел.         |
| ----- | ----- | --------------------------- | ------------------------- | ----- | ----- |  | ----- | ----- | ----- | ------------ | ------------ |
| 1     | А     | Надзеја Астапчук            | Белорусија                | 21,70 | 21,58 |  | 20,76 |       |       | 20,76        | КВ           |
| 2     | А     | Валери Адамс                | Нови Зеланд               | 21,24 | 21,11 |  | x     | 20,40 |       | 20,40        | КВ           |
| 3     | Б     | Јевгенија Колодко           | Русија                    | 20,22 | 20,22 |  | 19,31 |       |       | 19,31        | КВ           |
| 4     | А     | Ли Линг                     | Кина                      | 19,95 | 19,95 |  | 18,86 | 19,23 |       | 19,23        | КВ           |
| 5     | Б     | Гунг Лиђао                  | Кина                      | 20,35 | 20,21 |  | 19,11 |       |       | 19,11        | КВ           |
| 6     | Б     | Љу Сјангжунг                | Кина                      | 19,24 | 19,24 |  | 18,87 | 18.96 |       | 18,96        | КВ           |
| 7     | Б     | Ирина Тарасова              | Русија                    | 19,35 | 19,35 |  | 18,55 | 18,59 | 18,76 | 18,76        | кв           |
| 8     | А     | Мишел Картер                | Сједињене Америчке Државе | 19,00 | 19,00 |  | 18,27 | 18.63 | x     | 18,63        | кв           |
| 9     | А     | Кристина Шваниц             | Немачка                   | 19,68 | 19,15 |  | 18,44 | 18,43 | 18,62 | 18,62        | кв           |
| 10    | Б     | Наталија Михневич           | Белорусија                | 20,70 | 19,77 |  | 18,60 | 18,12 | 18,30 | 18.60        | кв           |
| 11    | Б     | Жеиса Арканжо               | Бразил                    | 18,84 | 18,84 |  | x     | 18,47 | 18,33 | 18,47        | кв           |
| 12    | Б     | Наталија Дуко               | Чиле                      | 18,65 | 18,46 |  | 18,45 | 18,23 | 18,17 | 18,45        | кв           |
| 13    | А     | Клеопатра Борел Браун       | Тринидад и Тобаго         | 19,48 | 18,69 |  | 18,26 | 18,36 | 18,34 | 18,36        |              |
| 14    | Б     | Надин Клајнерт              | Немачка                   | 20,20 | 19,67 |  | x     | 18,06 | 18,36 | 18,36        |              |
| 15    | A     | Кјара Роза                  | Италија                   | 19,15 | 18,63 |  | 17,91 | 18,14 | 18,30 | 18,30        |              |
| 16    | A     | Џилијан Камарена-Вилијамс   | Сједињене Америчке Државе | 20,18 | 19,89 |  | 18,22 | 17,99 | 17,51 | 18.22        |              |
| 17    | B     | Урсула Руис                 | Шпанија                   | 17,80 | 17,80 |  | 17,99 | x     | x     | 17,99        | ЛР           |
| 18    | B     | Јанина Каролчик-Правалинска | Белорусија                | 20,18 | 19,89 |  | 17,68 | 17,87 | 17,69 | 17,87        |              |
| 19    | A     | Јозефин Терлецки            | Немачка                   | 18,87 | 18,87 |  | 17,78 | x     | 17,73 | 17,78        |              |
| 20    | Б     | Тија Брукс                  | Сједињене Америчке Државе | 19,00 | 19,00 |  | 17,21 | 17,72 | 17,29 | 17,72        |              |
| 21    | B     | Мислејдис Гонзалез          | Куба                      | 19,50 | 18,62 |  | 17,68 | 17,61 | 17,35 | 17,68        |              |
| 22    | A     | Лејла Раџаби                | Иран                      | 17,98 | 17,98 |  | 17,17 | 17,55 | 17,2  | 17,55        |              |
| 23    | A     | Жили Лабонте                | Канада                    | 18,31 | 18,19 |  | 17,48 | 17,32 | x     | 17,48        |              |
| 24    | A     | Анита Мартон                | Мађарска                  | 18,48 | 18,48 |  | 16,29 | 17,04 | 17.48 | 17,48        |              |
| 25    | A     | Ана Авдејева                | Русија                    | 20,07 | 19,54 |  | 17.47 | x     | x     | 17.47        |              |
| 26    | Б     | Лин Ђија-јинг               | Кинески Тајпеј            | 17,38 | 17,38 |  | 16,74 | 17,43 | x     | 17,43        | НР           |
| 27    | A     | Мајилин Варгас              | Куба                      | 19,13 | 18,21 |  | 16,76 | 16,64 | x     | 16,76        |              |
| 28    | A     | Сандра Лемос                | Колумбија                 | 17,56 | 17,56 |  | 16,50 | 16,07 | x     | 16,50        |              |
| 29    | Б     | Александра Фишер            | Казахстан                 | 17,41 | 17,41 |  | 15,84 | 16,16 | x     | 16,16        |              |
| 30    | Б     | Ана Пухила                  | Тонга                     | 18,03 | 16,43 |  | 15,80 | 15,75 | 15,11 | 15,80        |              |
| 31    | A     | Јелена Смољанова            | Узбекистан                | 17,68 | 17,68 |  | 14,35 | 14,43 |       | 14,43        |              |
| —     | Б     | Радослава Мавродијева       | Бугарска                  | 18,20 | 18,20 |  | x     | x     | x     | Нема пласман | Нема пласман |

### Финале
| Место | Атлетичарка       | Земља                     | #1    | #2    | #3    | #4    | #5    | #6    | Резултат | Белешка          |
| ----- | ----------------- | ------------------------- | ----- | ----- | ----- | ----- | ----- | ----- | -------- | ---------------- |
|       | Валери Вили       | Нови Зеланд               | 20,61 | X     | 20,70 | х     | х     | 20,24 | 20,70    |                  |
|       | Гунг Лиђао        | Кина                      | 20,13 | 19,67 | 19,91 | 19,76 | 20,22 | 20,00 | 20,22    | ЛРС              |
|       | Ли Линг           | Кина                      | 18,87 | 18,77 | 19,28 | х     | 19,63 | 19,58 | 19,63    |                  |
| 4.    | Мишел Картер      | Сједињене Америчке Државе | 19,05 | 18,83 | 18,92 | 19,42 | 19,12 | 18,88 | 19,42    |                  |
| 5.    | Љу Сјангжунг      | Кина                      | 19,18 | 18,88 | 18,74 | х     | 18,47 | 18,77 | 19,18    |                  |
| 6.    | Жеиса Арканжо     | Бразил                    | 18,27 | X     | 19,02 | х     | х     | 17,19 | 19,02    | ЛР               |
| 7.    | Ирина Тарасова    | Русија                    | 19,00 | 18,80 | х     |       |       |       | 19,00    |                  |
| 8.    | Наталија Дуко     | Чиле                      | 18,80 | 18,70 | 18,62 |       |       |       | 18,80    | НР               |
| 9.    | Кристина Шваниц   | Немачка                   | 18,20 | 18,47 | х     |       |       |       | 18,47    |                  |
| 10.   | Наталија Михневич | Белорусија                | 18,42 | X     | 18,27 |       |       |       | 18,42    |                  |
| 2.    | Јевгенија Колодко | Русија                    | 19,45 | 19,52 | х     | х     | х     | 20,48 | 20,48    | Дисквалификована |
| 1     | Надзеја Астапчук  | Белорусија                | 20,01 | 21,31 | 21,36 | 21,15 | 21,32 | х     | 21,36    | Дисквалификована |